# Henri Toulouse
Henri Toulouse, plus connu sous le pseudonyme de Michel Paris, est un ancien pilote automobile français sur circuits des années 1930.

## Biographie

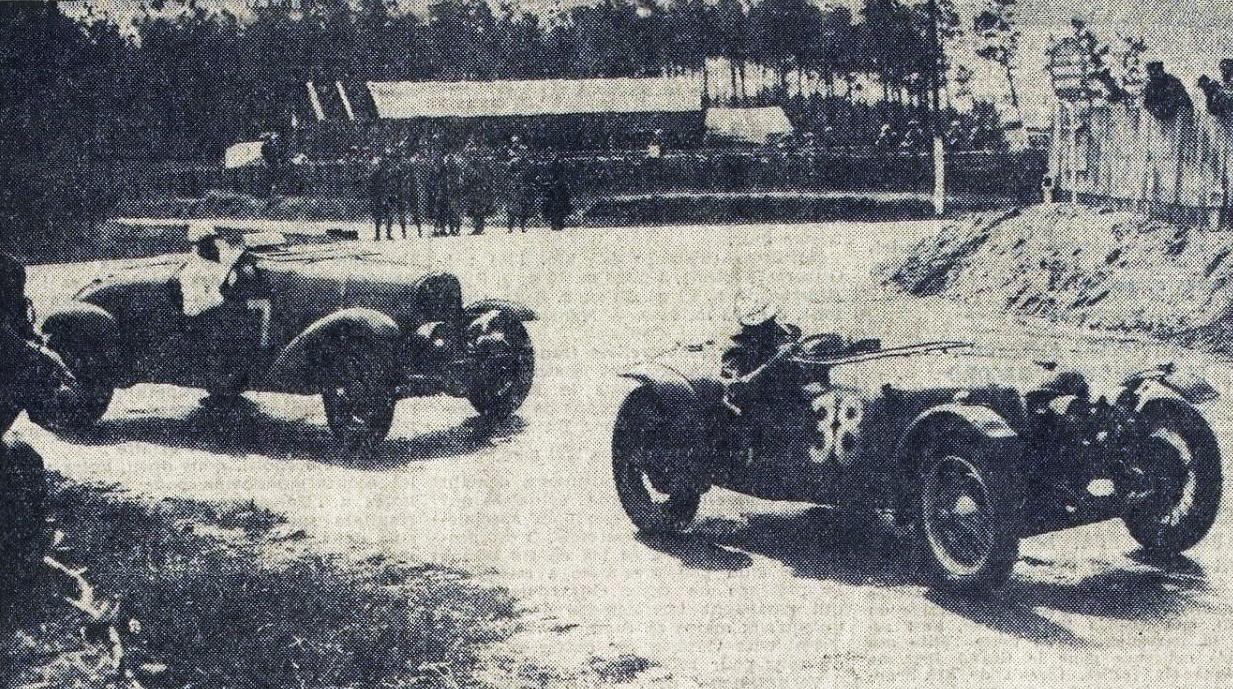
24 Heures du Mans 1935, la M.G. de Trévoux et Carrière précède ici la Delahaye de Michel Paris et Marcel Mongin.

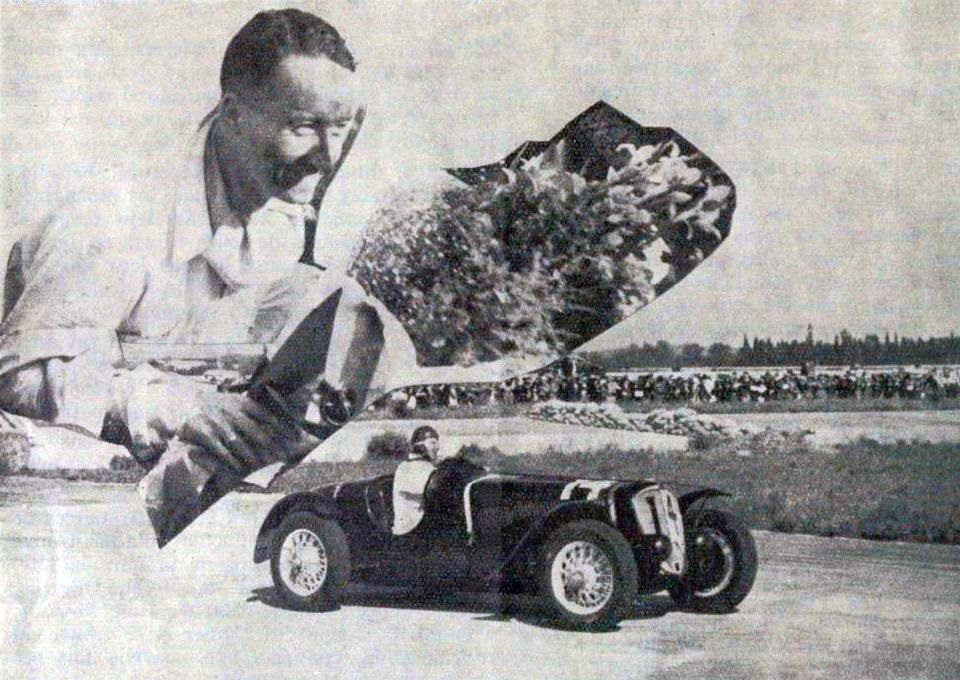
Michel Paris, vainqueur des 3 Heures de Marseille au circuit de Miramas, sur Delahaye 135CS en mai 1936.

Sa courte carrière en sport automobile se déroule entre 1935 et 1936, en pilotant exclusivement pour Delahaye (en catégorie SportsCars).
En 1936, il gagne les 3 Heures de Marseille, un Grand Prix Sport, et il termine également deuxième du Grand Prix de France (A.C.F.) avec Marcel Mongin, sur sa propre Type 135CS 20CV 3.5L., de 110CV et 6 cylindres. La saison précédente un autre de ses véhicules, une 18CV 3.2L.de 95CV, lui a permis d'être à deux reprises sur le podium d'une épreuve notable (3e), aux GP de la Marne, et à la Targa Abruzzi avec Mongin.
Il participe aussi aux 24 Heures du Mans 1935 avec la 18CV, toujours avec Mongin. Les deux hommes obtiennent une honorable cinquième place.
Toulouse est victime d'un grave accident au Grand Prix de la Marne 1936, qui le laisse paralysé.
Il ne doit pas être confondu avec Louis Paris, fidèle coéquipier de Fernand Gabriel aux 24 Heures du Mans de 1926 à 1928 sur Ariès.